# Phalera bucephalina
Phalera bucephalina är en fjärilsart som beskrevs av Otto Staudinger 1901. Phalera bucephalina ingår i släktet Phalera och familjen tandspinnare. Inga underarter finns listade i Catalogue of Life.